# 1980年のセント・ヘレンズ山噴火
座標: 北緯46度12分1秒 西経122度11分12秒 / 北緯46.20028度 西経122.18667度

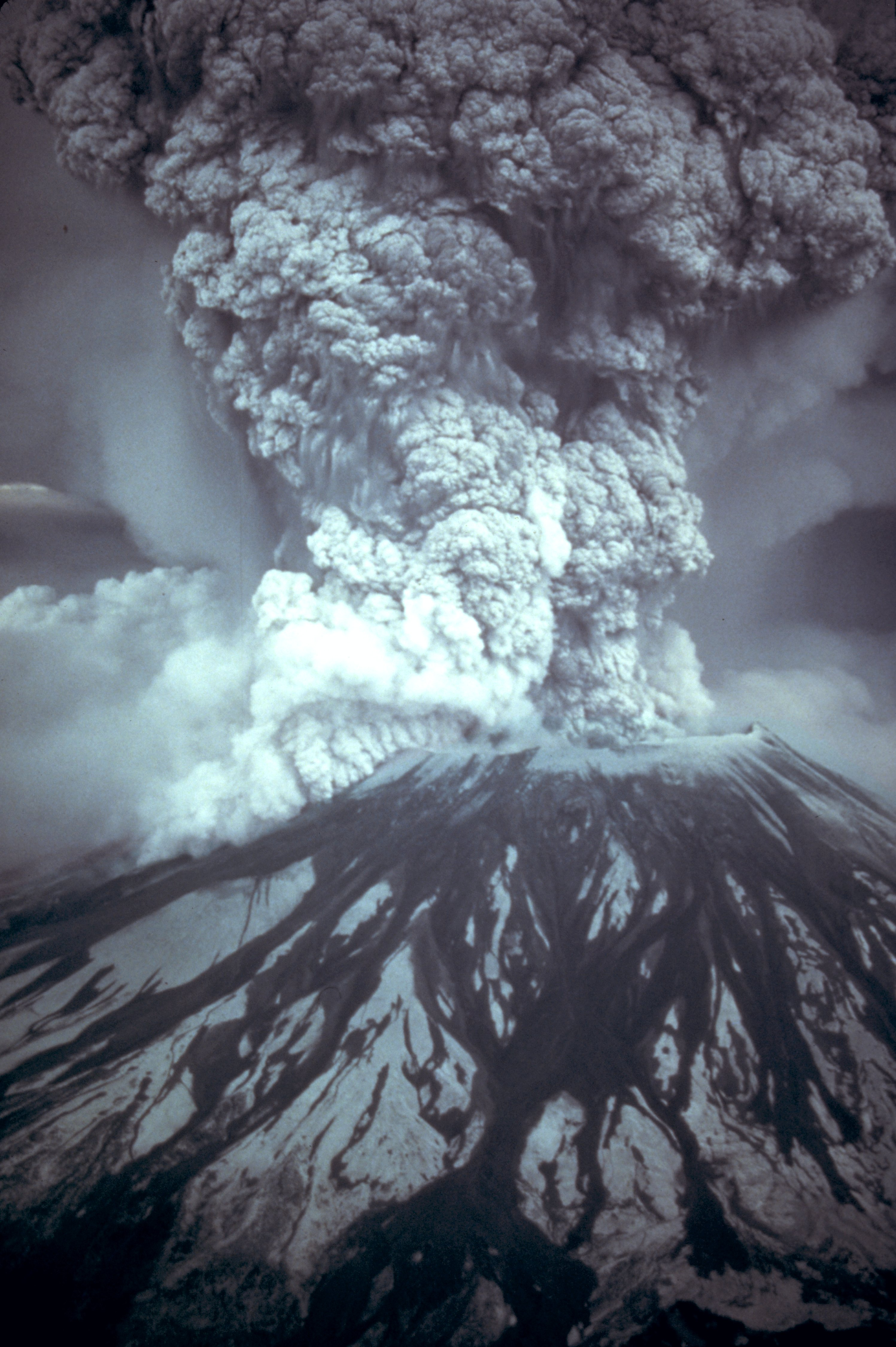
セント・ヘレンズ山の噴火
(1980年5月18日)

1980年のセント・ヘレンズ山の噴火（1980ねんのセント・ヘレンズさんのふんか、英語: 1980 eruption of Mount St. Helens）は、1980年（昭和55年）5月18日8時32分頃、アメリカ合衆国のワシントン州にあるセント・ヘレンズ山で発生した、火山爆発指数（VEI）5のプレー式噴火である。
山頂部分は大規模な山体崩壊によって直径1.5kmにわたる蹄鉄型のカルデラが出現し、山の標高は2,950mから2,550mに減少した。この山体崩壊の瞬間の様子は数多くの写真や動画などに収められており、爆発的噴火の典型例として語られることも多い。崩壊した土砂は岩屑なだれとなり、200軒の建物と47本の橋を消失させ、57人の命を奪った。また鉄道は24km、高速道路は300kmにわたって破壊された。
この噴火は、事前にハザードマップをうまく活用して立入制限を行い、人的被害を小さなものにとどめることができた例としてよく知られている。

## 概要
アメリカ地質調査所火成作用・地熱作用研究部門の研究者達による地質学調査の結果、セント・ヘレンズ山は静穏期と活動期を繰り返してきた火山であったことが明らかとなり、1978年に出版された政府刊行物には「セントヘレンズ火山は1857年噴火以降ずっと静穏であるが、過去の噴火履歴から判断すると今後数百年以内、早ければ20世紀のうちにも次の噴火が起こるとみられる」と明記された上で、ハザードマップが示された。
1980年3月20日、セント・ヘレンズ山付近を震源とするマグニチュード4の地震が発生し、雪崩が山麓の駐車場を襲った。その後も地震が続き、3月27日には最初の噴火（水蒸気爆発）が発生した。連日のように噴火が頻発し、山頂に形成された火口は幅600mにまで拡大した。4月に入ると噴火は次第に減少したが、地下でマグマが移動していることを示す地震は続き、やがてセント・ヘレンズ山の北側が膨らみ始めた。4月の末には、北側斜面の一部が1979年8月時点と比べて100m近く移動しており、移動速度は1日に1.5mもの速さに達していた。5月16日に航空機から撮影された赤外線写真には、北側斜面膨張部の山頂側に沿った数箇所で地熱が異常に上昇しているのが記録されていたが、そのフィルムが現像されたのは大噴火の後だった。
火山学者たちは複数の有人観測地点を設けたが、最終的には山頂から北に約9km離れた「コールドウォーターII」だけが残った。コールドウォーターIIでは当時大学院生だったハリー・グリッケン が観測を担当していたが、卒業研究の準備のため5月17日に現地を離れ、デイヴィッド・ジョンストンと交替した。他にもセント・ヘレンズ山の北側にはカメラマンのリード・ブラックバーン (Reid Blackburn)とロバート・ランズバーグ、無線技師のジェラルド・マーティン (Gerry Martin)、スピリット湖畔の旅館経営者ハリー・R・トルーマン、そして伐採業者や火山見物に訪れた野次馬などがいた。避難が長期化したため、5月17日と18日には周辺住民の一時帰宅が行われることになり、伐採や植林などの作業も一部で再開されていた。

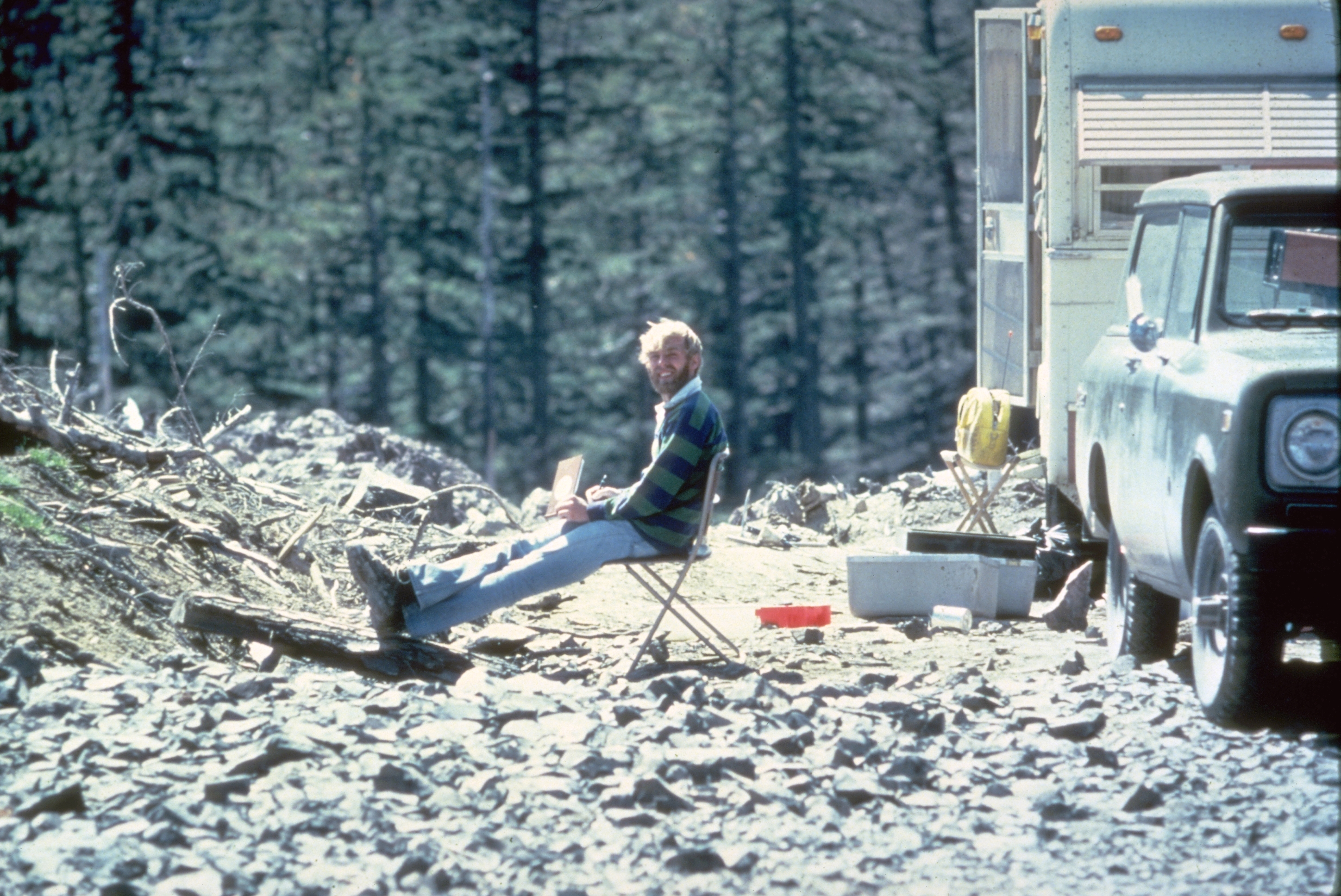
噴火前日のデイヴィッド・ジョンストン

5月18日日曜日、現地時間8時32分（協定世界時15時32分）、セント・ヘレンズ山でマグニチュード5.1の地震が発生した。北側斜面は大規模な山体崩壊を起こし、160 - 240km/hもの岩屑なだれとなってスピリット湖へ駆け下り、最大で高さ260mの巨大な波を発生させた。調査本部を呼び出そうとするデイヴィッド・ジョンストンの声（"Vancouver! Vancouver! This is it!"〈「バンクーバー！バンクーバー！いよいよだ！」〉）がアマチュア無線家によって記録されていたが、まもなく交信は途絶えた。その直後、セント・ヘレンズ山の内部に蓄積されていたマグマが噴出し、激しい横なぐりの爆風（衝撃波）と大規模な火砕流が北側山麓を襲った。このときの火山爆発指数（VEI）は5であった。この様子は、山頂から北東に約17km離れた地点に陣取っていたカメラマン、ゲイリー・ローゼンクイスト (Gary Rosenquist) により連続写真（英語）として撮影され、秀麗な山容のセント・ヘレンズ山が崩落・爆発する様子が記録されている。ジェラルド・マーティンはジョンストンの車が火砕流に飲み込まれる瞬間と、自身の最後の瞬間まで噴火の様子を無線で伝え続けており、テープに録音されて全容が今日に伝えられている。記録された最後の言葉は、"We can’t get out of here."〈脱出できない〉であった。また、地質学者のキースとドロシーのストッフェル夫妻（Keith and Dorothy Stoffel）が小型飛行機で噴火の様子を写真（英語）に記録していた。ブラックバーンとランズバーグの遺体はカメラと共に後日発見され、ブラックバーンのカメラのフィルムは熱で破壊されていたが、ランズバーグの遺体の下のバックパックから発見されたカメラからは噴火を記録した4枚の写真が発見され、翌1981年に発表されている。

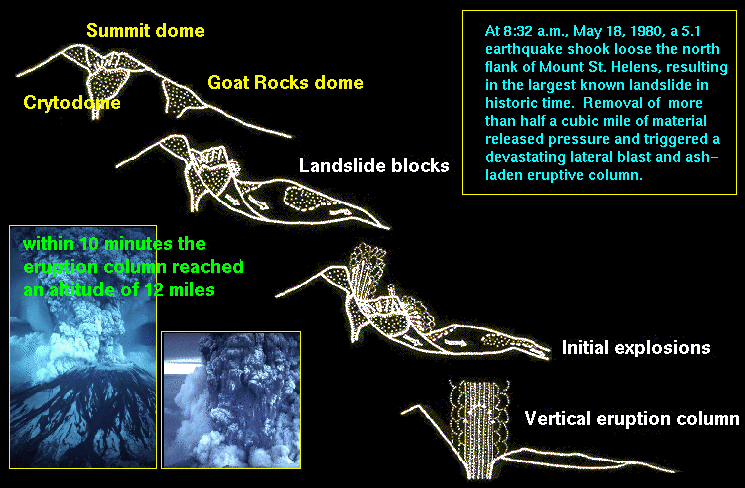
1980年5月18日のセントヘレンズ山噴火の過程。地震により山体が3つに分裂し、中のマグマが高圧のガスとともに放出されたことがわかる。

セント・ヘレンズ山から北に約11kmまでは跡形もなく吹き飛ばされ、約22kmまでの木々はなぎ倒され、さらに遠方では山火事が発生するなどして合計約600km2（東京23区に相当する広さ）が被害を受けた。50kmほど離れたアダムス山でも一時的に気温が数度上昇した。
それから9時間以上にわたってセント・ヘレンズ山は灰色の噴煙を立ち上らせ、その高さは海抜20kmから25kmの成層圏にまで達した。噴煙は95km/hほどの速度で東方へ移動し、同日の正午にはアイダホ州にまで到達した。また、北側斜面の崩壊により、火山灰が土砂や雪と混ざり合ってラハール（火山泥流）を引き起こした。火山泥流はトゥートル川やカウリッツ川を数kmにわたって約30km/hで流れ落ち、橋を次々と破壊していった。その総量は約300万m3に及び、無数の倒木がコロンビア川に流れ込んで太平洋まで流出した。
同日17時30分頃、噴煙の高さは徐々に低くなり始めた。しかしながら数日間にわたって絶え間なく爆発が起こり、最終的には広島型原爆2万7000個分に相当するエネルギーがセント・ヘレンズ山から放出され、噴出物の総量は1km3を超えた。セント・ヘレンズ山の北側には幅約3km、深さ約800mの巨大な火口が出現し、標高は400mほど低くなった。この噴火により57人が死亡もしくは行方不明となり（ジョンストン、マーティン、トルーマンらの遺体は発見されなかった）、5,000頭のシカ、1,100万匹の魚が死亡したと推定されている。また家屋200棟、橋43本、道路約300km以上、鉄道25km以上が破壊された。
火山灰や火砕流、泥流、そして岩屑なだれなどの被害は概ね火山学者たちが事前に予測した通りの範囲で起きたが、横なぐりの爆風は想定外であり、大噴火を予測することもできなかった。当時の噴火予測の未熟さに加えて、セント・ヘレンズ山の今までの噴火が頂上からだったため、横方向噴火をすることまでは考慮されていなかったのである。しかし、この経験は以後の噴火やピナトゥボ山など、他の火山の噴火の予測に役立つことになる。
5月18日以降で最初の噴火は5月25日未明に起きた。6月3日未明、火山学者たちはもうすぐ噴火が起きると予測したが外れた。6月12日、今度は予測通りに噴火が起きた。データが蓄積されるにつれて予測の精度は上がっていった。
なお、この噴火で定点観測中に命を落としたデイヴィッド・ジョンストンは、当時数少なかった流動する火砕流を対象に研究をしていた人物で、山腹横の隆起からソ連でのベズイミアニ山噴火との類似点を見出し、横方向の噴火を予測していた唯一の研究者であった。ジョンストンが最期を迎えた丘は、彼にちなんで「ジョンストン・リッジ」と命名され、ジョンストン・リッジ観測所（英語: Johnston Ridge Observatory、JRO）と改称された観測地点にはビジターセンターが設けられている。